# Martin Rotsey
Martin Rotsey (né à Sydney) est l'un des deux guitaristes du groupe australien Midnight Oil ; à l'origine, il devait en être le bassiste. Sa complémentarité avec Jim Moginie a été l'un des principaux atouts du groupe. Depuis la séparation de Midnight Oil, il a joué avec quelques artistes australiens, entre autres sur l'album solo de Jim Moginie. Il est aussi l'un des guitaristes des groupes Ghostwriters et Angry Tradesmen, dont Rob Hirst fait aussi partie. Midnight Oil se reforme en 2017 pour une tournée mondiale. 